# I liga 1969-1970 (pallacanestro maschile)
La I liga 1969-1970 è stata la 36ª edizione del massimo campionato polacco di pallacanestro maschile. La vittoria finale è stata ad appannaggio dello Śląsk Breslavia.

## Risultati

### Stagione regolare
|     | Squadra             | G  | V  | P  | PF   | PS   | Pt. | Qualificazione        |
| --- | ------------------- | -- | -- | -- | ---- | ---- | --- | --------------------- |
| 1.  | Śląsk Breslavia     | 22 | 18 | 4  | 1867 | 1476 | 40  |                       |
| 2.  | Wybrzeże Danzica    | 22 | 17 | 5  | 1751 | 1566 | 39  |                       |
| 3.  | Wisła Cracovia      | 22 | 16 | 6  | 1777 | 1582 | 38  |                       |
| 4.  | Polonia Varsavia    | 22 | 14 | 8  | 1762 | 1557 | 36  |                       |
| 5.  | Lech Poznań         | 22 | 13 | 9  | 1632 | 1608 | 35  |                       |
| 6.  | AZS Varsavia        | 22 | 13 | 9  | 1858 | 1746 | 35  |                       |
| 7.  | Legia Varsavia      | 22 | 12 | 10 | 1839 | 1749 | 34  |                       |
| 8.  | Lublinianka Lublino | 22 | 11 | 11 | 1562 | 1587 | 33  |                       |
| 9.  | Korona Cracovia     | 22 | 7  | 15 | 1595 | 1747 | 29  | retrocesse in II liga |
| 10. | AZS Toruń           | 22 | 7  | 15 | 1595 | 1767 | 29  | retrocesse in II liga |
| 11. | Baildon Katowice    | 22 | 4  | 18 | 1567 | 1803 | 26  | retrocesse in II liga |
| 12. | Spójnia Danzica     | 22 | 2  | 20 | 1529 | 1968 | 24  | retrocesse in II liga |

| I liga 1969-1970          |
| ------------------------- |
| Śląsk Breslavia 2º titolo |

## Formazione vincitrice
| N° | Naz.               | Ruolo | Sportivo              |  | Alt. |  |
| -- | ------------------ | ----- | --------------------- |  | ---- |  |
|    | Polonia (bandiera) | P     | Kazimierz Frelkiewicz |  | 181  |  |
|    | Polonia (bandiera) | G     | Jerzy Frołów          |  | 188  |  |
|    | Polonia (bandiera) | P     | Piotr Galantowicz     |  | 182  |  |
|    | Polonia (bandiera) | A     | Edmund Gawlak         |  | 193  |  |
|    | Polonia (bandiera) | AG    | Jerzy Hnida           |  | 200  |  |
|    | Polonia (bandiera) | AP    | Grzegorz Korcz        |  | 194  |  |
|    | Polonia (bandiera) | AP    | Zdzisław Kossowski    |  | 194  |  |
|    | Polonia (bandiera) | C     | Waldemar Kozak        |  | 203  |  |
|    | Polonia (bandiera) |       | Leszek Lipski         |  |      |  |
|    | Polonia (bandiera) | A     | Mieczysław Łopatka    |  | 196  |  |
|    | Polonia (bandiera) |       | Ryszard Malec         |  |      |  |
|    | Polonia (bandiera) |       | Zenon Matysik         |  |      |  |
|    | Polonia (bandiera) |       | Adam Nowak            |  |      |  |
|    | Polonia (bandiera) |       | Wojciech Szczeciński  |  |      |  |
|    | Polonia (bandiera) | All.  | Ryszard Stasik        |  |      |  |

## Premi e riconoscimenti
- MVP stagione regolare:  Bolesław Kwiatkowski, AZS Varsavia